# X3 (album)
Pour les articles homonymes, voir X3.
Albums de Aya Matsuura
Musical "Sōgen no Hito" Original Cast Ban
(2003) Matsuura Aya Best 1
(2005)
Singles
X3 (×3, , prononcé à l'anglaise "Triple") est le 3e album original de Aya Matsuura, ou son 4e album en comptant un précédent album de bande originale, sorti en 2004.

## Présentation
L'album sort le 1er janvier 2004 au Japon sous le label Zetima, dans le cadre du Hello! Project. Il est écrit et produit par Tsunku. Il atteint la 10e place du classement de l'Oricon. Il se vend à 83 756 la première semaine, et reste classé pendant 9 semaines, pour un total de 124 939 exemplaires vendus. C'est son 3e album le plus vendu à ce jour (2010). Une édition limitée sort également, avec une pochette différente et un poster en bonus.
Il contient les chansons-titres de trois singles sortis l'année précédente : Nee?, Good Bye Natsuo et The Last Night, plus une nouvelle version remixée de celle du single Yeah! Meccha Holiday de 2002 déjà parue sur son album précédent : T.W.O.  
Excepté celle de The Last Night, elles figureront également sur la compilation Aya Matsuura Best 1 de 2005, de même qu'une nouvelle version de la chanson Kanōsei no Michi tirée de l'album. X3 contient aussi une version en solo de la chanson Get Up! Rapper du groupe temporaire Salt5 (avec Matsūra) sortie sur le single en commun Kowarenai Ai ga Hoshii no / Get Up! Rapper / Be All Right! de 2003.
Le prochain album original d'Aya Matsuura, Double Rainbow, sortira près de quatre ans plus tard, fin 2007. Entre-temps sortiront cependant sa compilation Aya Matsuura Best 1 en 2005, son album de reprises Naked Songs fin 2006, et son album dans le cadre du duo GAM en 2007.

## Liste des titres
Toutes les chansons sont écrites et composées par Tsunku.
| 1.  | Good Bye Natsuo (GOOD BYE 夏男)                                     | Hideyuki "Daichi" Suzuki | 4:18 |
| 2.  | Get Up! Rapper (Matsuura Version) (GET UP！ラッパー (松浦 Version)) | Hideyuki "Daichi" Suzuki | 3:43 |
| 3.  | Kanōsei no Michi (可能性の道)                                       | Shin Kōno                | 3:41 |
| 4.  | Nee? (ね～え？)                                                     | Takao Konishi            | 3:28 |
| 5.  | Original Jinsei (オリジナル人生)                                    | Shunsuke Suzuki          | 3:29 |
| 6.  | Koishite Gomen ne (恋してごめんね)                                  | Shin Kōno                | 5:18 |
| 7.  | THE LAST NIGHT                                                      | Shunsuke Suzuki          | 5:12 |
| 8.  | Watashi to Watashi to Watashi (私と私と私)                          | Yuichi Takahashi         | 4:31 |
| 9.  | Yeah! Meccha Holiday (HIGH TUNED mix) (Yeah！めっちゃホリディ)      | Yuichi Takahashi         | 4:08 |
| 10. | Namida no Wake (涙のわけ)                                           | AKIRA                    | 4:08 |
| 11. | LOVE TRAIN                                                          | Hideyuki "Daichi" Suzuki | 6:17 |